# Adrian Rovatkay
Adrian Rovatkay (* 1964 in Hannover) ist ein deutscher Fagottist und Maler.

## Leben und Wirken
Adrian Rovatkay ist der Sohn der Blockflötistin Siri Rovatkay-Sohns und des Cembalisten und Dirigenten Lajos Rovatkay. Er erhielt seine Fagottausbildung bei Thomas Held in Hannover. Von 1988 bis 1996 studierte er Freie Kunst an der Hochschule für Bildende Künste Braunschweig. In der Städtischen Galerie Kubus in Hannover kuratierte er 2007 eine Ausstellung, die seinem Großvater, dem Künstler Kurt Sohns gewidmet war.
Als Fagottist spezialisierte er sich auf historische Instrumente wie Dulzian, Barockfagott und klassisches Fagott. Er spielt und spielte mit Ensembles der Alten Musik wie Musica Antiqua Köln, Cantus Cölln, der Berliner Barock-Compagney, dem Göttinger Barockorchester, Musica Fiata und The Harp Consort. Zusammen mit der Barockviolinistin Veronika Skuplik, dem Theorbisten Andreas Arend und dem Cembalisten und Musikwissenschaftler Michael Fuerst bildet er das Ensemble Chelycus, mit dem er auf internationalen Alte Musik-Festivals wie dem „Rencontres Musicales de Vézelay“ oder der „Trigonale“ konzertiert. Mit diesem Ensemble hat er u. a. Werke von Daniel Bollius aufgeführt. Mit mehreren dieser Ensembles war er Solist bei CD-Einspielungen. Er hat mehrere Werke von Bollius in der Staatsbibliothek Berlin gefunden und bei deren Herausgabe mitgewirkt.
Bei seinen Konzertauftritten interpretiert Adrian Rovatkay häufig auch selten zu hörende Musikstücke wie die Simphonie à 8 concertanti, ein Gruppenkonzert, von Jan Dismas Zelenka. Regelmäßig beteiligt er sich als Solist auch an neuen musikalischen Spielformen und an Opernbearbeitungen. Er ist Solist in einer Bearbeitung von Mozarts Die Zauberflöte in einer Fassung für zwei Musiker und einen Erzähler. Außerdem gastierte er als Solist mit dem KOBALT Figurentheater Lübeck in einer Bearbeitung der Oper Der Barbier von Sevilla von Gioacchino Rossini. Adrian Rovatkay ist als Komponist auch für experimentelle Bühnenproduktionen tätig, die verschiedene Elemente wie Tanz, Klang und Musik miteinander verbinden. Diese grenzüberschreitenden Projekte realisiert er meist zusammen mit dem von ihm und Christian Walter 1999 gegründeten Fagott-Duo satyros.
Adrian Rovatkay lebt als Maler und Musiker in Berlin.

## Diskografie
- Diskografie bei Discogs
- Johann Rosenmüller: Vox dilecti mei. Ensemble Chelycus RAM 1009 (2010)